# 二本木站
二本木站（日语：／ Nihongi eki */?）位於日本新潟縣上越市，是越後心動鐵道妙高躍馬線的車站，過往是JR東日本信越本線一部份，由新潟分社管轄，業務則由下設的「JR新潟商務」負責，但仍然設有站員。2015年3月14日因北陸新幹線，妙高高原～直江津之間的新潟縣路段改交由越後心動鐵道營運。
地理位置上，車站前後均為妙高市範圍，但由於原屬的「中頸城郡中鄉村」2005年被編入上越市，因此出現飛地狀況。
JR東日本年代及早期越後心動鐵道皆將本站定為直營站，但因精簡成本，2019年4月1日起，本站關閉了售票窗口，變為業務委託站，由新井站管理。車站內仍會有地元志工負責打理車站，但不再負責有關票務事宜，須向新井站或關山站處理。

## 概要
本站是越後心動鐵道以及新潟縣內唯一仍保留折返式路線的設計。
最初日本國鐵設計路線時，因考慮轉彎弧度過大，便採用了這種設計方式來使列車可以到達，鄰站關山站於1985年前也同樣採用折返式路線設計。也因為這個原因，過往在JR經營時代，本站停靠所有等級的列車，除了清晨由直江津站開出的「妙高」2號，因不需避線而可以直接通過，以及臨時列車「NO DO KA妙高水芭蕉號」（NO DO KA妙高ミズバショウ号）也不停靠外，其餘5班「妙高」及所有普通列車都停靠本站；另外，每日有5來回直江津的普通列車以本站為終點站。
越後心動鐵道接手後，「妙高」號被廢除、只剩下普通列車，而上行班次也全縮短至妙高高原站，也只保留2來回班次以本站為終點站。不過，2016年起引入了觀光列車「越後心動度假火車雪月花」後，本站成為了其中一個停車站，讓乘客可以在站房及月台上聽由職員及在地志工講解有關鐵路知識及附近的觀光點。

### 站房

翻新後但無人化的候車大堂。（2019年4月）

## 車站結構

### 月台配置

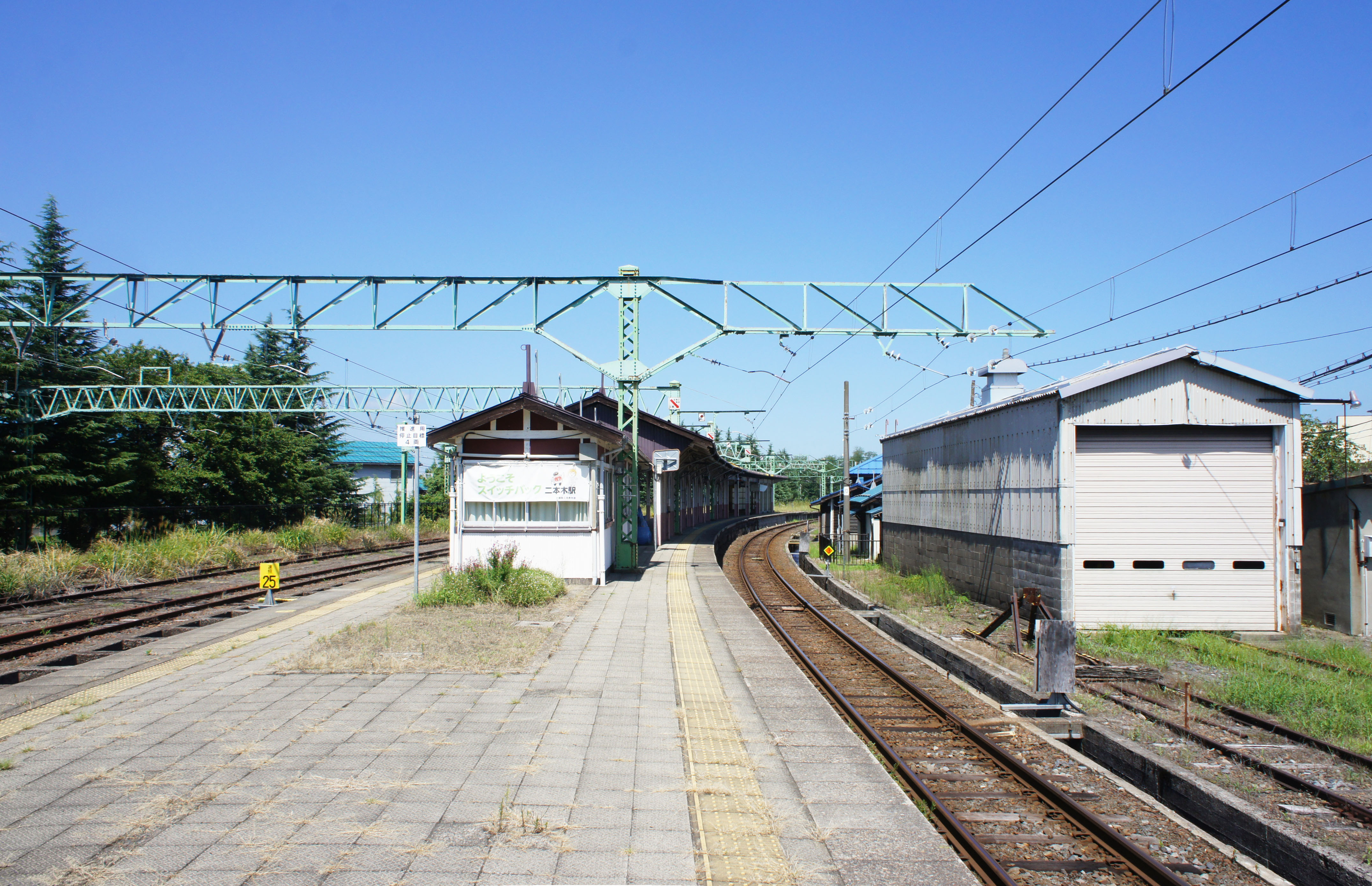
月台（2021年8月）

設有島式月台1座，提供1面2線的配置，另外2號月台旁邊設有多條貨物側線，是供JR貨物列車使用的，但自從定期列車廢除後，已再未有使用，現時只用作保線用途。
因整個車站均建造在盛土上，月台及站舍之間的通道採用了行人隧道的方式來連接。
| 月台 | 路線        | 方向 | 目的地       |
| ---- | ----------- | ---- | ------------ |
| 1    | ■妙高躍馬線 | 上行 | 妙高高原方向 |
| 2    | ■妙高躍馬線 | 下行 | 直江津方向   |

## 歷史
- 1911年5月1日：開業[1]。
- 1971年12月1日：除由本站起訖的貨物列車外，其餘貨物提取服務取消。
- 1984年2月1日：手提行李提取服務取消。
- 1987年4月1日：國鐵分割民營化，車站由東日本旅客鐵道承繼。
- 2007年3月30日：貨物列車最終運行日[1]。
- 2015年：

- 3月14日：隨北陸新幹線長野站～金澤站間延伸開業，JR東日本信越本線直江津～妙高高原轉由越後心動鐵道營運。
- 11月8日：舊候車室改裝為鐵路模型展示館並正式開放。

- 2018年8月至10月：站房外観修復及翻新工程[6][7]
- 2019年：

- 3月18日：經過了文化廳下的文化審議會審議，站內7處地點獲評為有形文化財（建造物）。
- 4月1日：由直營站降格為業務委託站，並由新井站管理

## 使用狀況
| 年度 | 一日平均乘車人員 |
| ---- | ---------------- |
| 2000 | 234              |
| 2001 | 215              |
| 2002 | 221              |
| 2003 | 214              |
| 2004 | 214              |
| 2005 | 208              |
| 2006 | 195              |
| 2007 | 189              |
| 2008 | 165              |
| 2009 | 151              |
| 2010 | 147              |
| 2011 | 145              |
| 2012 | 141              |
| 2013 | 150              |
| 2014 | （資料欠奉）     |
| 2015 | 146              |
| 2016 | 142              |
| 2017 | 140              |
| 2018 | 120              |
| 2019 | 114              |
| 2020 | 81               |
| 2021 | 75               |
| 2022 | 87               |
| 2023 | 82               |

## 相鄰車站
越後心動鐵道
■妙高躍馬線
■普通
關山－二本木－新井

## 外部連結
- 越後心動鐵道二本木站公式網頁。 （页面存档备份，存于）（日語）
- 二本木站運作模式影片。（页面存档备份，存于）（日語）